# Éric Mouquet

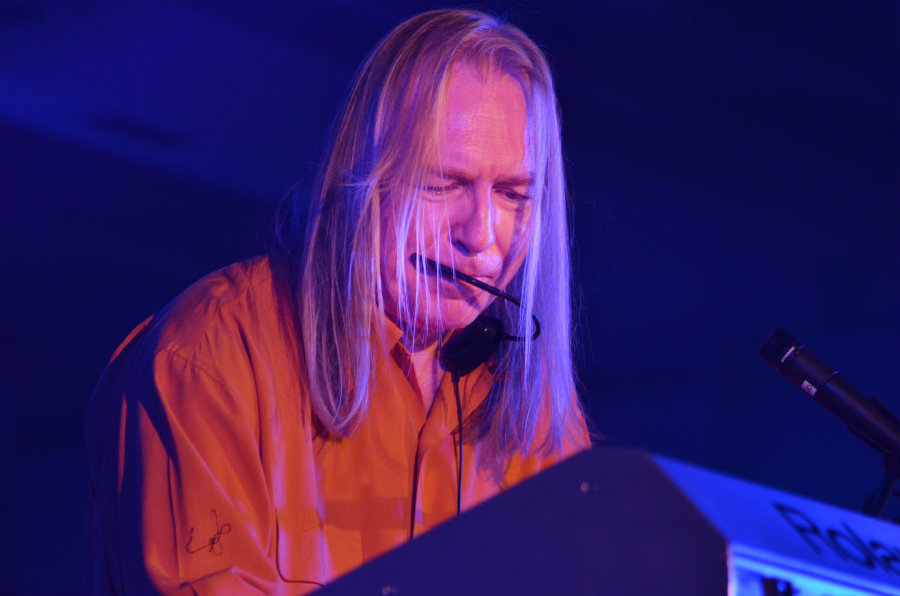
Éric Mouquet

Éric Mouquet (né à Valenciennes le 19 mars 1960) est l'un des deux compositeurs du groupe Deep Forest.

## Biographie
Il crée en 1992 le groupe Deep Forest avec Michel Sanchez, ce groupe rencontrera un succès international. En 1995, le groupe reçoit un Grammy Award et un World Award pour l'album Boheme.
Éric poursuit sa carrière de compositeur et producteur en travaillant avec de nombreux artistes. Il compose et produit Josh Groban (pour lequel il compose et produit deux titres dans l'album Closer, « Remember when it rained » et « Never Let go », et deux titres dans l'album Awake, « Awake » et « Machine » avec Herbie Hancock au piano), Ana Torroja (Mecano), Hajime Chitose (Japon), Jean Sébastien Lavoie, Sa Dingding (chanteuse chinoise), Mell (en) (Japon), Catherine Lara…
En 2000, le compositeur belge Philippe Malempré, véritable passionné de la bande dessinée Thorgal, fait appel à Éric Mouquet afin de réaliser un album aux sonorités plus celtiques que nordiques inspiré de l'univers de la bande dessinée. Éric Mouquet collabore pour cet album avec plusieurs artistes (Katie Mc Nally, Valérie de Waelle, Virginie Shaeffer, Anne Servaty, Alexandra Vassenne, Patrick Ridremont et Michel Vilain, Henri-Denis Golenvaux, Jean-Luc Goosens et Catherine Lara).
Éric crée en juin 2008 le label Deep Projects, un label qui a pour but de promouvoir les musiques inspirées par les voyages et les rencontres avec les musiciens du monde entier. Le premier opus de ce label se nomme Deep Brasil, un voyage dans le Brésil profond porté par la voix du chanteur brésilien Flavio Dell'Isola. L'album Deep Africa, dont la sortie était initialement prévu courant 2010, est sorti en 2013.
Cependant, Eric Mouquet avait collaboré avec le santooriste Rahul Sharma pour l'album "Deep India" chez Sony Music sortie au mois de février de la même année.
Éric est également un astronome amateur réputé, notamment pour ses photos du ciel profond.
Comme instruments, il pratique et utilise des synthétiseurs, du mélodica et de la guitare.

## Télévision
- 1991 – musique du générique de l'émission Dimanche et la belle, sur La Cinq.

## Albums
- 1995 Dao Dezi
- 2000 Thorgal
- 2008 Deep Brasil (en collaboration avec Flavio Dell'Isola)
- 2013 Deep India (en collaboration avec Rahul Sharma)
- 2013 Deep Africa (en collaboration avec Lokua Kanza, Blick Bassy, Olyza, Wasis Diop, Zama Magudulela et Dany de Mouataba)
- 2016 Evo Devo
- 2018 Epic Circuits
- 2020 Deep Symphonic
- 2021 Eponymous
- 2022 Deep Forest Live at EMM Studio

## Distinctions

### Récompenses
- Grammy Awards 1995 : Best World Album, pour Boheme
- World Music Awards 1995 : Groupe français ayant vendu le plus d'album dans le monde en 1995, pour Boheme

### Nominations
- Victoires de la musique 1993 : Meilleur groupe pour Deep Forest
- Victoires de la musique 1993 : Meilleur Album World, pour Deep Forest
- Grammy Awards 1993 : Best World Album pour Deep Forest
- MTV Awards 1993 : Best Music Video, pour Sweet Lullaby
- Victoires de la musique 1996 : Meilleur groupe, pour Deep Forest